# Ольга Сан Хуан

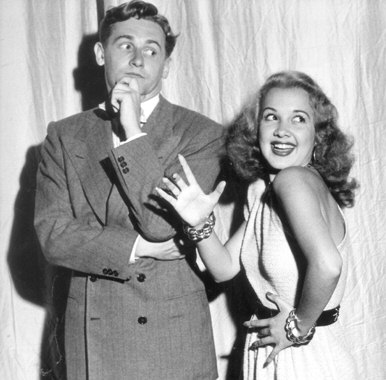
З Аланом Янгом, 1950-ті роки.

Ольга Сан-Хуан (англ. Olga San Juan; (16 березня 1927 , Бруклін, Нью-Йорк  — 3 січня 2009 , Бербанк, Каліфорнія )) — американська кіноактриса, танцівниця та співачка, чий пік активності припав на 1940-ві роки.

## Життєпис
Ольга Сан-Хуан народилася 16 березня 1927 року в Брукліні Нью-Йорка в США в сім'ї пуерторіканців. У 3-річному віці із сім'єю повернулася в Пуерто-Рико, але через кілька років вони знову переїхали до США, оселившись у Східному Гарлемі (Мангеттен). З раннього дитинства Ольга брала уроки танців, і вже в 11-річному віці вона (і ще п'ять дівчаток) виконали фанданго для президента США Франкліна Рузвельта в Білому домі .
Будучи підлітком, виступала в нічних клубах «Ель Морокко» та «Копакабана», саме в останньому на початку 1940-х років її помітили «мисливці за талантами», і в 1943 році 16-річна Сан-Хуан підписала контракт з кіностудією Paramount Pictures. За шість років, з 1943 по 1949 рік, вона знялася у 14 фільмах цієї студії (з них чотири були короткометражними, а в одному актриса не була вказана у титрах); надалі вона з'явилася ще в одній стрічці в 1954 році (без зазначення в титрах), і останню свою роль на екрані вона виконала в 1960 році. Закінчення кінокар'єри Сан-Хуан було пов'язано з тим, що вона, переконана католичка, вирішила присвятити себе вихованню дітей. Сан-Хуан, під псевдонімом «Пуерто-ріканська перечница», танцювала та співала з такими знаменитостями як Бінг Кросбі та Фред Астер.З театральних робіт Сан-Хуан можна відзначити роль у мюзиклі «Золото Каліфорнії» (Бродвейський театр, 1951, протягом восьми місяців).

### Особисте життя та смерть
26 вересня 1948 року Ольга Сан-Хуан вийшла заміж за кіноактора Едмонда О'Браєна, у них народилося троє дітей — Бріджет (телепродюсер), Марія (нар. 1950; кіноактриса) та Брендан (нар. 1962; актор озвучування), — але майже через три десятиліття спільного життя, в 1976 році, пара розлучилася. У 1970-х роках у Ольги Сан-Хуан стався інсульт, і її здоров'я похитнулося. Померла актриса 3 січня 2009 року від ниркової недостатності у лікарні англ. Providence Saint Joseph Medical Center у Бербанку (Каліфорнія). Похована на цвинтарі Сан-Фернандо-Мішн в районі Мішн-Гіллз (Лос-Анджелес).

## Фільмографія
- 1943 — Карибський роман / Caribbean Карибський роман[en] — Лінда (к/м)
- 1944 — Острів веселки / Rainbow Острів веселки[en] — Мікі
- 1945 — Бомбальєра / Bombalera — Роза Перес «Ла Бомба» (к/м)
- 1945 — Поза цим світом / Out of This Поза цим світом[en] — учасниця «Гламурного квартету»
- 1945 — Таверна Таверна Даффі[en] / Duffy's Tavern — Глорія
- 1945 — Голлівудський караван Голлівудський караван перемоги[en] / Hollywood Victory Caravan — камео (к/м, док.)
- 1945 — Маленька відьма / The Little Witch — Гваделупа, співачка в нічному клубі (к/м)
- 1946 — Сині небеса[en] / Blue Skies — Ніта Нова
- 1946 — Перекресли Перекресли моє серце[en] / Cross My Heart — танцівниця (в титрах не вказано)
- 1947 — Дівчина з вар'єте / Дівчина з вар'єте[en] — Амбер ла Вонн
- 1948 -англ. Are You with It? — Вів'єн Ріллі
- 1948 — Один дотик Венери / Один дотик Венери[en] of Venus — Глорія
- 1948 — Графиня Монте Графиня Монте-Кристо[en] / The Countess of Monte Cristo — Дженні Джонсен
- 1949 — Прекрасна блондинка з Бешфул Прекрасна блондинка з Бэшфул-Бенд[en]
- 1954 — Босонога графиня / The Barefoot Contessa — епізод без вказівки в титрах
- 1960 — Третій голос[en] / The 3rd Voice — повія-блондинка